# Xyris kundelungensis
Xyris kundelungensis är en gräsväxtart som beskrevs av Brylska. Xyris kundelungensis ingår i släktet Xyris och familjen Xyridaceae. IUCN kategoriserar arten globalt som otillräckligt studerad. Inga underarter finns listade i Catalogue of Life.